# Edificio de la plaza Kudrinskaya
El edificio de viviendas en la plaza Kúdrinskaya (en ruso Жило́й дом на Ку́дринской пло́щади) es uno de los siete rascacielos moscovitas diseñados durante el período estalinista y conocidos como rascacielos de Stalin.

## Características
Su construcción inició en septiembre de 1948 y concluyó en 1954, siendo diseñado por el arquitecto Mijaíl Posojin (1910-1989).
La torre principal tiene 22 pisos (de los cuales sólo 17 pueden ser utilizados para fines residenciales) y está rematada por una chapitel de 30 pies.
Se trata de un edificio originalmente destinado a apartamentos para la élite política e intelectual de la época.